# The London Gazette

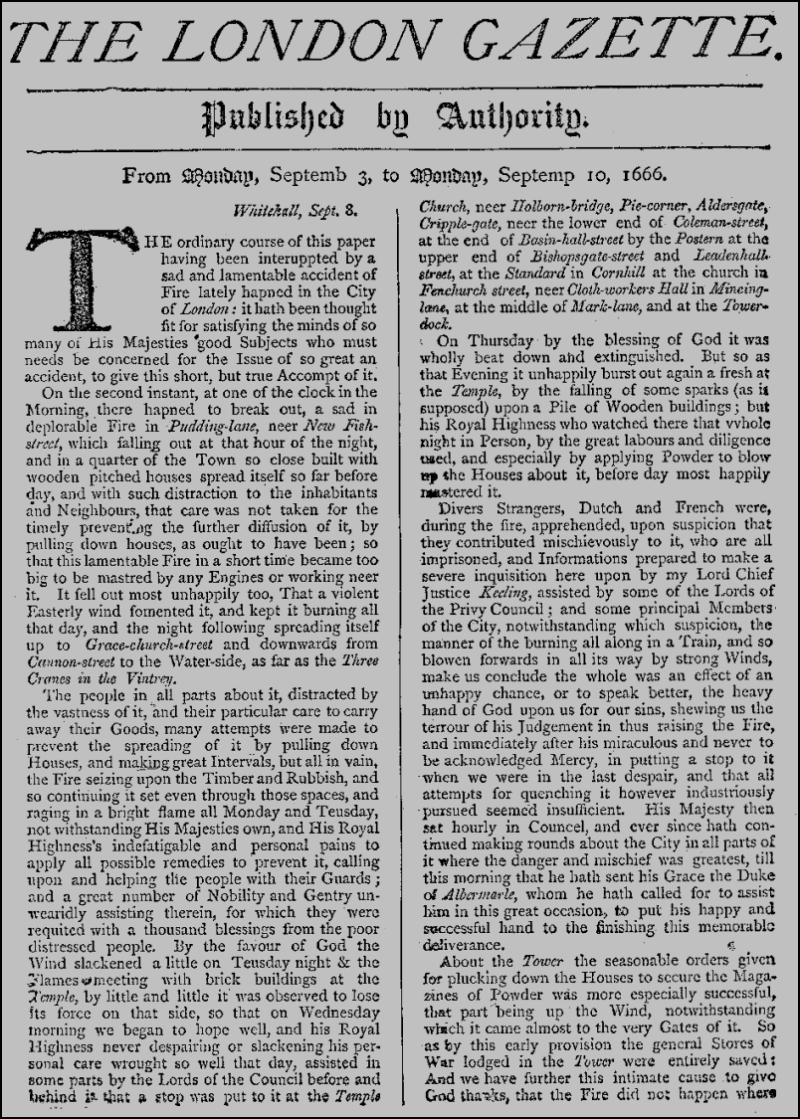
London Gazette, página principal da edição de segunda-feira, 3 - 10 de setembro de 1666, com notícia sobre o Grande incêndio de Londres.

London Gazette é o mais antigo jornal do Reino Unido ainda em publicação. Foi publicado pela primeira vez em 7 de novembro de 1665, e publicado desde então sem interrupção. É o jornal oficial do Reino Unido, e tem a obrigação de publicar certos textos de lei. O London Gazette não é um jornal convencional no sentido em que não cobre os eventos mediáticos, e tem uma difusão bastante restrita.
O London Gazette foi fundado durante a Restauração inglesa por Henry Muddiman, que começara como jornalista por altura do interregno, tendo sido nomeado redactor do Parliamentary Intelligencer, o órgão oficial do chamado Parlamento Longo. Em 1666, Muddiman lançou o 'Oxford Gazette, que propunha uma escolha de notícias sobre a corte real, à época refugiada em Oxford para escapar à peste de Londres. Uma vez a corte já de novo no palácio de Whitehall, foi logicamente que se criou o London Gazette. Embora as publicações de Henry Muddiman sejam os primeiros relatos periódicos do país, têm pouco em comum com os jornais modernos: os textos eram manuscritos e enviados por correio aos assinantes, sem que houvesse uma versão impressa à venda para o público. Para isso foi preciso esperar pelo The Athenian Mercury.
Hoje em dia, o London Gazette é publicado nos dias úteis (segunda a sexta-feira), mas não em dias feriados.